# IC 36
IC 36 ist eine kompakte Galaxie mit ausgedehnten Sternentstehungsgebieten vom Hubble-Typ C im Sternbild Walfisch südlich der Ekliptik. Sie ist schätzungsweise 313 Millionen Lichtjahre von der Milchstraße entfernt und hat einen Durchmesser von etwa 55.000 Lj.

Im selben Himmelsareal befindet sich u. a. die Galaxie NGC 187, IC 37, IC 38, IC 42.
Das Objekt wurde am 25. August 1892 vom französischen Astronomen Stéphane Javelle entdeckt.